# Dan Weller
Dan Weller (Harpenden, 3 aprile 1980) è un musicista, compositore e produttore discografico britannico.

## Biografia
Inizia la sua carriera musicale nel 1999 formando, con il compagno di scuola Graham "Pin" Pinney, il gruppo metal SikTh. A loro si aggiungeranno Mikee Goodman, Justin Hill, James Leach e Dan "Loord" Foord. Inizia a lavorare come produttore nel 2008, producendo l'album dei My Mind's Weapon The Carrion Sky. Successivamente diventerà famoso per durature collaborazioni con band internazionali come Enter Shikari e Young Guns. Nel 2011 entra a far parte del gruppo rock In Colour (precedentemente chiamati "Minutes") con il cantante Dan Tompkins.